# Транский, Денис Маратович
Дени́с Мара́тович Тра́нский (род. 31 июля 1977, Москва, СССР) — российский рок-музыкант, диджей
, композитор, саунд-продюсер.

## Биография

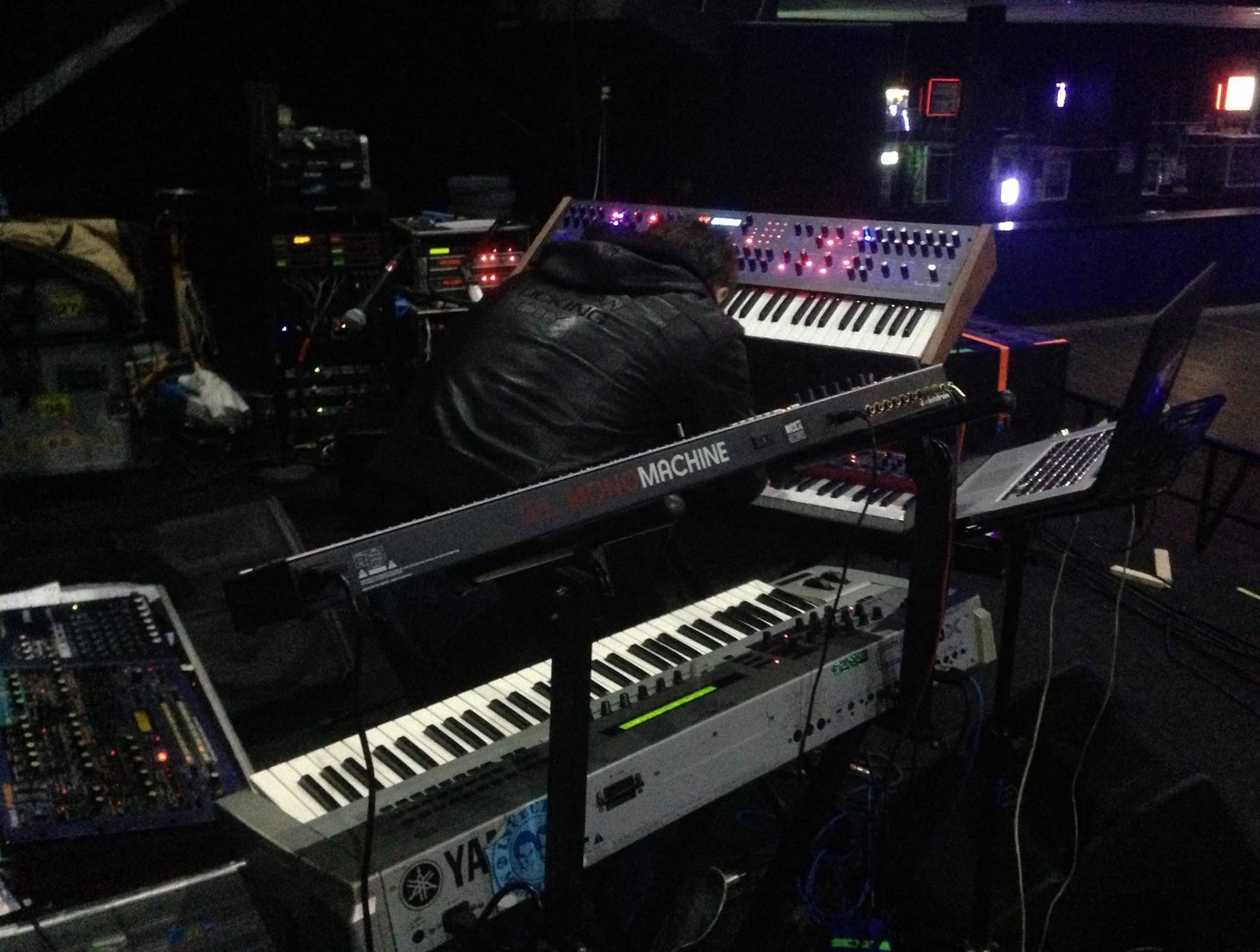
Клавишник группы Tokio Денис Транский (саундчек перед концертом в Киеве)2013 год

В 1987 поступил в МССМШ им. Гнесиных, которую закончил по классу фортепиано.
С 1993 года обучался в эстрадно-джазовом училище им. Гнесиных по классу саксофона. В этом же году вступил в рок-группу «Экзе» благодаря знакомству с барабанщиком Дмитрием Сохочевым. После распада группы главными направлениями его деятельности стали работа в качестве диджея и продюсирование музыки в стиле Techno и Acid Jazz.
В течение нескольких лет, с 1994 года, он являлся резидентом таких клубов, как «Bells», «A-club» и др. Позднее, с 2001 года, он также являлся резидентом нескольких клубов в штате Гоа, Индия.
В 1996 году поступил в Российскую академию музыки им. Гнесиных.
В 1997 году познакомился с Ильёй Лагутенко на съёмках клипа «Утекай». После участия в первых концертах в Приморском крае Денис Транский присоединился к группе «Мумий Тролль».
В 1998 году Денис Транский вместе с Ильей Лагутенко снялись в клипе «Дельфины» (режиссёр Михаил Хлебородов). Позже этот клип получил приз за лучший фотокадр.
В 1999 году Транский Денис покинул группу «Мумий Тролль» из-за разногласий с участниками, после чего занимался реализацией собственных проектов, путешествовал, записывался на студии друзей в Амстердаме.
Вернувшись в Москву, в разные промежутки времени работал с такими рок-музыкантами России, как Земфира, Найк Борзов.
С 2007 года по 2010 активно участвует в записи альбомов и выступлениях группы «Tokio».
С группой Tokio выпустил альбом «Выбираю любовь» и вскоре после этого покинул коллектив.
В 2013 был снова приглашён группой «Tokio» для записи альбома «Magic» на студии в Брюсселе и последующего концертного турне с группой.
В конце 2015 получает приглашение от группы Дельфин. В 2016 году выступает с группой Дельфин
С 2015 сотрудничает с лэйблом Газгольдер как сессионный музыкант и саунд продюсер.

## Творческая деятельность вне групп
Начиная с 2007 года периодически выступает в качестве ди-джея и саксофониста под псевдонимами Transky и Danny Tales на площадках Москвы, таких как «Крыша мира», «Джаз кафе», «Шакти террас» и др. в Москве, в 2012 году на фестивале Spring Zouk в Индии на одной сцене с Juno Reactor, Vibrasphere и др. en:Spring Zouk

Является автором многочисленных ремиксов на песни Найка Борзова, Чичериной и других исполнителей российской рок-сцены.
«Из десяти ремиксов, представленных на пластинке, Time Out выбирает отечественного производителя: Денис Транский, клавишник Борзова, сделал микро-хаус-версию песни „Хвост“, которая прекрасно вписалась бы в начало сета не доехавшего до нас диджея Акуфена. Не стыдно будет подарить ему, когда визит состоится.» —Time Out

## Дискография
| Альбом, сингл          | Группа       |                                  |                                                                  |      |
| Танцы                  | Экзе         | Саксофон, клавишные              |                                                                  | 1996 |
| Шамора                 | Мумий Тролль | Клавишные, саксофон              |                                                                  | 1998 |
| С новым годом, крошка. | Мумий Тролль | Клавишные, саксофон              | с                                                                | 1998 |
| One by one.            | C.U.T.       | Клавишные,                       |                                                                  | 2000 |
| Radi Lubvi Rmx         | Найк Борзов  | Ремикс                           | http://www.discogs.com/Nayk-Borzov--Radi-Lubvi-Rmx/master/456098 | 2005 |
| «Выбираю Любовь»       | Tokio        | Клавишные, саксофон, аранжировки | http://www.discogs.com/Tokio-Выбираю-Любовь/release/4009568      | 2009 |
| «Magic»                | Tokio        | Клавишные, саксофон, аранжировки | http://www.discogs.com/Токио-Magic/release/5222769               | 2013 |

## Награды
В составе группы «Мумий Тролль»:
- 12 апреля 1998 года в Санкт-Петербурге были получены следующие премии журнала «FUZZ»:
  - «Лучшая группа года»;
  - «Лучший альбом года» («Морская»);
  - «Лучшая песня года» («Утекай»).
- 12 мая 1998 года в Москве получена премия «Овация» в номинации «Лучшая рок-группа года».
- 8 июня 1998 года на фестивале видеоклипов «Поколение 1998» победа в номинации «Лучший кадр года» за клип на песню «Дельфины»[11].

#### В составе «Tokio»
- В 2007 году вместе с группой «Tokio» получил приз за песню «Когда ты плачешь» на премии «Золотой граммофон».[12]